# Eparchia teodozyjska
Eparchia teodozyjska – jedna z eparchii Rosyjskiego Kościoła Prawosławnego, z siedzibą w Teodozji.

Eparchia teodozyjska na tle podziału administracyjnego UKP PM

Erygowana decyzją Świętego Synodu Ukraińskiego Kościoła Prawosławnego na jego posiedzeniu w dniu 20 grudnia 2012 poprzez wydzielenie z eparchii symferopolskiej i krymskiej. W jej skład wchodzą dekanaty teodozyjski i kerczeński, grupujące ogółem 52 parafie. Pierwszym ordynariuszem eparchii został metropolita Platon (Udowienko).
W 2022 r. Święty Synod Rosyjskiego Kościoła Prawosławnego ogłosił wyłączenie eparchii z jurysdykcji autonomicznego Ukraińskiego Kościoła Prawosławnego Patriarchatu Moskiewskiego i podporządkowanie jej bezpośrednio Cerkwi Rosyjskiej.
Na terenie eparchii działa żeński monaster św. Jerzego w Wojkowej.